# 5×20 All the BEST!! CLIPS 1999-2019
『5×20 All the BEST!! CLIPS 1999-2019』（ファイブバイトゥエンティー オール ザ ベスト クリップス 1999-2019）は、日本の男性アイドルグループ・嵐のビデオ・クリップ集。2019年10月16日にJ Stormから発売された。

## 概要
映像作品としては2018年発売『ARASHI LIVE TOUR 2017-2018 「untitled」』以来約1年4か月ぶり、ミュージック・ビデオ集としては2009年発売『5×10 All the BEST! CLIPS 1999-2009』以来約10年ぶりのリリースである。
初回限定盤DVD、初回限定盤Blu-ray、通常盤DVD、通常盤Blu-rayの計4形態で発売した。
デビュー作「A・RA・SHI」から2018年発売「君のうた」までのシングル表題曲のビデオ・クリップ63本を収録している。本作の約1か月前に発売の「BRAVE」のビデオ・クリップは収録されていない。
初回限定盤特典映像として、シングル表題曲以外のビデオ・クリップ9本を収録している。
本作に収録される映像は全て初Blu-ray化となり、一部のミュージック・ビデオに再編集が施されている。

## チャート成績
10月24日発表の最新「オリコン週間DVDランキング」および「オリコン週間Blu-ray Disc（以下BD）ランキング」では、初週売上DVD：28.7万枚、BD：39.3万枚でともに初登場1位を獲得した。音楽作品のDVDとBDを合計した「ミュージックDVD・BDランキング」でも、合計売上68.1万枚で1位に初登場した。DVD、BD、ミュージックDVD・BDの3部門でいずれも、初週売上にして今年度最高累積売上を記録した。
また、自身が歴代最多記録を保持する「DVD1位獲得作品数」を連続18作、通算20作にそれぞれ更新している。「ミュージックDVD・BD1位獲得作品数」および「映像3部門同時1位獲得作品数」は9作連続通算9作目となり、いずれも連続・通算ともに歴代1位タイとなった。

## 収録内容

### 本編映像
※Blu-rayではDisc 1にまとめて収録。

#### Disc 1
1. A・RA・SHI
2. SUNRISE日本
3. 台風ジェネレーション -Typhoon Generation-
4. 感謝カンゲキ雨嵐
5. 君のために僕がいる
6. 時代
7. a Day in Our Life
8. ナイスな心意気
9. PIKA☆NCHI
10. とまどいながら
11. ハダシの未来
12. 言葉より大切なもの
13. PIKA★★NCHI DOUBLE
14. 瞳の中のGalaxy
15. Hero
16. サクラ咲ケ
17. WISH
18. きっと大丈夫
19. アオゾラペダル
20. Love so sweet
21. We can make it!
22. Happiness
23. Step and Go
24. One Love
25. truth
26. 風の向こうへ
27. Beautiful days
28. Believe
29. 明日の記憶
30. Crazy Moon〜キミ・ハ・ムテキ〜
31. Everything

#### Disc 2
1. マイガール
2. Troublemaker
3. Monster
4. To be free
5. Løve Rainbow
6. Dear Snow
7. 果てない空
8. Lotus
9. 迷宮ラブソング
10. ワイルド アット ハート
11. Face Down
12. Your Eyes
13. Calling
14. Breathless
15. Endless Game
16. Bittersweet
17. GUTS !
18. 誰も知らない
19. Sakura
20. 青空の下、キミのとなり
21. 愛を叫べ
22. 復活LOVE
23. I seek
24. Daylight
25. Power of the Paradise
26. I'll be there
27. つなぐ
28. Doors 〜勇気の軌跡〜
29. Find The Answer
30. 夏疾風
31. 夏疾風（高校生コラボver.）
32. 君のうた

### 特典映像
※初回限定盤のみ。DVDではDisc 3、Blu-rayではDisc 2に収録。
1. ALL or NOTHING
2. Lucky Man
3. まだ見ぬ世界へ
4. P・A・R・A・D・O・X
5. Zero-G
6. 心の空
7. Don't You Get It
8. 「未完」
9. NOW or NEVER